# Ꚕ
Ꚕ (minuskule ꚕ) je již běžně nepoužívané písmeno cyrilice. V minulosti bylo používáno v abcházštině. Jedná se o variantu písmena Һ.